# Eilema griseadisca
Eilema griseadisca är en fjärilsart som beskrevs av Holloway 1982. Eilema griseadisca ingår i släktet Eilema och familjen björnspinnare. Inga underarter finns listade i Catalogue of Life.